# Botan

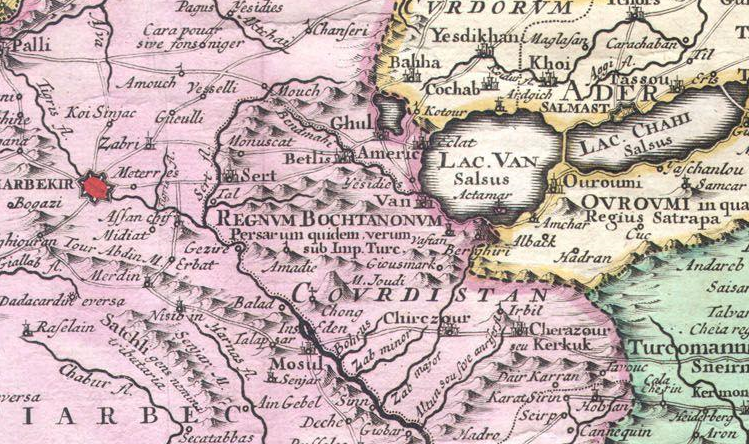
Auf einer europäischen Karte von 1730 wird Botan als „Regnum Bochtanonum“ westlich des Vansees wiedergegeben. Interessant ist der Zusatz: „Persarum quidem verum sub Imp. Turc.“, was so viel wie „Perser, aber unter der Herrschaft des Türkischen Imperiums“ bedeutet.

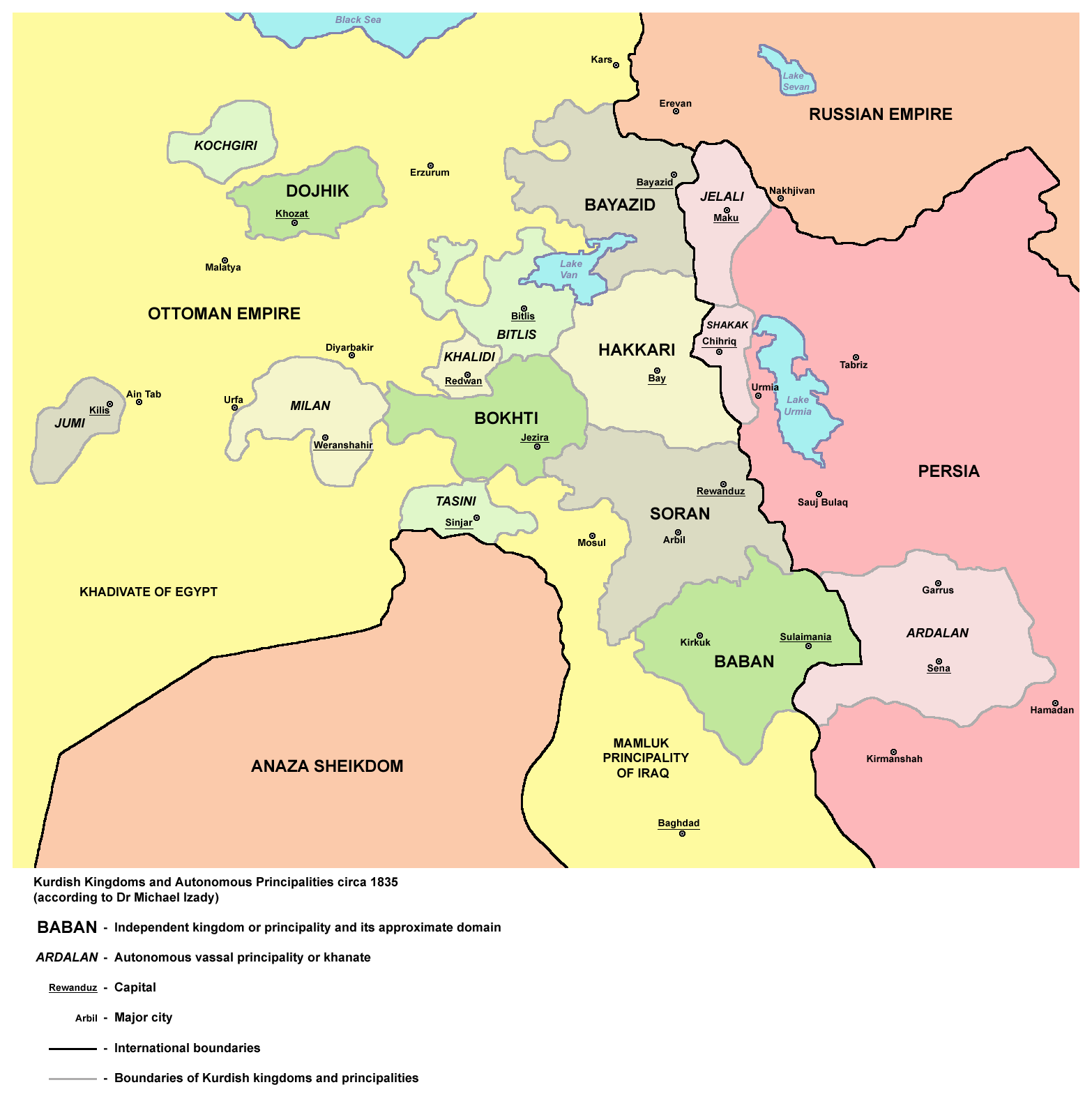
Botan = Bokhti

Botan, auch Buhtan, Bohtan, Bokhan oder Bokhti genannt, ist eine historische Landschaft im irakischen und türkischen Kurdistan. Namensgeber ist der Fluss Botan / Bokhtan. Vom 15. bis zum 19. Jahrhundert war es ein halbautonomes kurdisches Fürstentum unter osmanischer Oberhoheit. Das Emirat Cizre-Botan mit dem Kerngebiet in der heutigen Provinz Şırnak reichte von der Hauptstadt Cizre im Westen bis Hakkâri an der Grenze zu Persien im Osten, vom Vansee im Norden bis Mossul im Süden. Heute verläuft durch dieses Gebiet die irakisch-türkische Grenze. Der Emir war dem Sultan tributpflichtig.
Nach William Francis Ainsworth war das Land im Süden durch das Zakhu-Tal und den Distrikt Badinan, nach Osten hin durch die Distrikte Berrawi und Hakkari und im Westen vom Tigris begrenzt.

## Fürstentum Botan
Seit der Schlacht bei Tschaldiran 1514 genoss Botan, bedingt durch einen Vertrag zwischen Osmanen und kurdischen Fürsten, Sonderrechte. Hauptstadt war Cizre. Der bekannteste Herrscher war Bedirxan Beg. Botan war von einigen anderen Fürstentümern wie das von Badinan und Hakkari umgeben.
Die Fürsten von Botan sahen sich als Nachkommen des umayyadischen Generals Chālid ibn al-Walīd. Doch nach Scherefhans Überlieferung waren die Fürsten anfangs Jesiden und damit Anhänger des „falschen“ Glaubens. Später traten sie zur sunnitischen Richtung des Islams über. Die Abstammung von Chalid ibn al-Walid war daher eher eine postulierte Abstammung, um das Ansehen und Prestige der Familie zu steigern. Außerdem hatte Chalid ibn al-Walid keine männlichen Nachkommen.
Der erste Herrscher und Begründer des Fürstentums war Sulayman bin Halid. Als dieser starb, wurde das Fürstentum zwischen seinen drei Söhnen aufgeteilt: Mir Abd al-Aziz bekam Cizre, Mir Halid Beg Gurgil und Mir Abdal Finik. Laut dem Buch Scherefname bestand das Fürstentum aus 14 Bezirken. In einigen Bezirken stellten christliche Bewohner die Mehrheit.
Am Hof von Cizre entstand eine rege literarische Tätigkeit. So wirkten kurdische Dichter wie Ehmedê Xanî, Feqiyê Teyran und Melayê Cezîrî. Ehmedê Xanîs Werk Mem û Zîn spielt in Botan.
Der Fürst Bedirxan Beg wagte 1843 einen Aufstand gegen seine osmanischen Oberherren. Er wurde jedoch 1847 besiegt und samt Familie ins Exil geschickt. Das Fürstentum wurde aufgelöst und in die osmanischen Provinzen eingegliedert.